# Репликант (фильм)
«Репликант», также известен как «Двойник» (англ. Replicant) — фильм 2001 года, в главных ролях — Жан-Клод Ван Дамм и Майкл Рукер. Премьера на российском телевидении состоялась 3 ноября 2001 года на REN-TV.

## Сюжет
Учёные создают генетического клона (Репликанта) серийного убийцы. Это должно помочь детективу Джеку Райли задержать преступника, который давно стал его личным врагом. Сможет ли Джек с помощью Репликанта достичь своей цели?

## В ролях
- Жан-Клод Ван Дамм — Репликант / Эдвард Гэрротт
- Майкл Рукер — детектив Джек Райли
- Кэтрин Дент — Энджи
- Пол Макгиллион — капитан

## Номинации
- Премия  DVD Exclusive Awards
  - 2001 — Лучший художественный фильм
  - 2001 — Лучший актёр (Жан-Клод Ван Дамм)